# San Baltazar, Tecamachalco
San Baltazar är en ort i Mexiko.   Den ligger i kommunen Tecamachalco och delstaten Puebla, i den sydöstra delen av landet, 160 km öster om huvudstaden Mexico City. San Baltazar ligger 1 990 meter över havet och antalet invånare är 858.
Terrängen runt San Baltazar är kuperad söderut, men norrut är den platt. Runt San Baltazar är det ganska tätbefolkat, med 60 invånare per kvadratkilometer. Närmaste större samhälle är Tecamachalco, 11,2 km norr om San Baltazar. Trakten runt San Baltazar består i huvudsak av gräsmarker.